# Гильмутдинов, Динар Загитович
Динар Загитович Гильмутдинов (родился 10 августа 1969, Чебыково, Мишкинский район, Башкортостан, РСФСР, СССР) — российский политический деятель, член партии Единая Россия, начальник УГИБДД Башкортостана (2005—2021), полковник полиции. Депутат Государственной думы VIII созыва с 2021 года.

## Биография
Динар Гильмутдинов родился в 1969 году в деревне Чебыково Мишкинского района Башкортостана. В 1988 году был призван в армию, служил в ГСВГ. Окончил службу старшиной, командиром боевой машины. В 1996 году окончил Оренбургский государственный аграрный университет, в 2000 — Уфимский юридический институт МВД России. С 1991 года работал инспектором ДПС ГАИ, с 1993 года — инспектором по пропаганде отдела ГАИ УВД Уфы. В 1996 году стал заместителем начальника отдела, в 2000 — начальником отдела, с 2005 по 2021 годы возглавлял УГИБДД МВД по Республике Башкортостан.
В 2021 году на выборах в Государственную Думу VIII созыва Гильмутдинов был избран по Стерлитамакскому одномандатному избирательному округу № 8 от «Единой России», получив 54,78 % голосов избирателей. Стал членом комитета по безопасности и противодействию коррупции.
Из-за поддержки российской агрессии и нарушения территориальной целостности Украины во время российско-украинской войны находится под персональными санкциями ряда стран: всех государств Евросоюза, Великобритании, США, Канады, Австралии.

## Награды и почётные звания
Награды
- Орден Салавата Юлаева[8]
- Медаль «За отличие в охране общественного порядка»[9]
- Медаль ФСКН России «За содействие органам наркоконтроля»[9]
- Медаль «90 лет ВЧК, КГБ, ФСБ»[9]
- Орден Русской Православной Церкви «Святого Благоверного князя Дмитрия Донского»[9]
- Медаль «За вклад мира»[9]

Почётные звания
- Почетный сотрудник МВД России[8]
- Заслуженный юрист Республики Башкортостан[8]
- Почетный гражданин Мишкинского района Республики Башкортостан[8]